# قانون کلیسایی
قانون کلیسایی (انگلیسی: Canon law) به مجموعه قوانینی گفته می‌شود که توسط مقامات کلیسایی برای اجرا در کلیساها و نهادهای مسیحی مقرر می‌شود. قانون کلیسایی در کلیسای کاتولیک (هم کلیسای لاتین و هم کلیسای کاتولیک شرقی)، کلیسای ارتدکس شرقی، و برخی از کلیساهای ملی آنگلیکن به عنوان قانون داخلی اجرا می‌شود.
قانون کلیسایی بر پایه متن کتاب مقدس مسیحیان، سنن حواریون و متون پدران کلیسا تنظیم شده‌است.